# Euphorbia lenewtonii
Euphorbia lenewtonii es una especie de fanerógama perteneciente a la familia de las euforbiáceas.  Es originaria de Kenia.

## Descripción
Es una hierba perenne con una densa ramificación que forma cojines  de 10 cm de alto y 50 cm de diámetro; tiene raíces engrosadas, de 7 mm Ø; con las ramas más bajas extendidas a nivel del suelo y las raíces.

## Ecología
Se encuentra en huecos de suelo en placas de roca; a una altitud de ± 1225 m alt. Es una planta cercana a Euphorbia tetracanthoides. Sólo se conoce a partir del tipo recogido en 1993.

## Taxonomía
Euphorbia lenewtonii fue descrita por Susan Carter Holmes y publicado en Cactus and Succulent Journal 72: 186. 2000.
Etimología
Euphorbia: nombre genérico que deriva del médico griego del rey Juba II de Mauritania (52 a 50 a. C. - 23), Euphorbus, en su honor – o en alusión a su gran vientre –  ya que usaba médicamente Euphorbia resinifera. En 1753 Carlos Linneo asignó el nombre a todo el género.
lenewtonii: epíteto otorgado en honor del botánico inglés Leonard E. Newton (1936 - ), profesor en la Universidad Keniata.